# Acide (film, 2023)
Pour les articles homonymes, voir Acide (homonymie).
Pour plus de détails, voir Fiche technique et Distribution.
Acide est un film belgo-français réalisé par Just Philippot, sorti en 2023.
Il est présenté en sélection officielle du festival de Cannes 2023, hors compétition en "Séance de minuit".

## Synopsis
Michal et Élise sont les parents de Selma, une jeune fille de 15 ans. Aux informations, il est annoncé que des nuages de pluies acides risquent de traverser la France. La famille va alors se retrouver au milieu de cet épisode climatique et devra s'unir jusqu'au bout pour tenter d'y survivre.

## Fiche technique
Sauf indication contraire, les informations mentionnées dans cette section peuvent être confirmées par les bases de données cinématographiques IMDb et Allociné,  présentes dans la section « Liens externes ».
- Titre original : Acide
- Titre de travail : Eau forte[2]
- Réalisation : Just Philippot
- Scénario : Yacine Badday et Just Philippot
- Musique : Robin Coudert
- Assistants décorateurs : Arnaud Bouniort et Jennifer Chabaudie
- Décors : Gwendal Bescond
- Costumes : Sabrina Riccardi
- Photographie : Pierre Dejon
- Son : Pierre Mertens, Roland Voglaire et Xavier Thieulin[1]
- Montage : Pierre Deschamps
- Production : Yves Darondeau, Emmanuel Priou, Clément Renouvin, Jérôme Seydoux et Ardavan Safaee
- Sociétés de production : Bonne Pioche Cinéma et Pathé Films ; Caneo Films et France 3 cinéma (coproductions françaises) ; Umedia (coproduction belge) ; 4 SOFICA (en association avec)
- Société de distribution : Pathé Distribution
- Budget : 11,7 millions d'euros
- Pays de production :  France,  Belgique
- Langue originale : français
- Format : couleur — Dolby Digital
- Genre : drame, fantastique, catastrophe
- Durée : 99 minutes[1]
- Dates de sortie : 
  - France - 21 mai 2023 (festival de Cannes) ; 20 septembre 2023 (sortie nationale)
  - Suisse : 8 juillet 2023 (Festival international du film fantastique de Neuchâtel)
- Classification :
  - France : tous publics, avec avertissement lors de sa sortie en salles

## Distribution
- Guillaume Canet : Michal
- Laetitia Dosch : Élise
- Patience Munchenbach : Selma
- Suliane Brahim : Karin
- Clément Bresson : Brice, le frère d'Élise
- Marie Jung : Deborah
- Martin Verset : William, le fils de Deborah

## Production

### Développement
En 2019, en parallèle à La Nuée, dont il s'apprête à assurer la réalisation, Just Philippot initie un projet de long métrage librement inspiré de son court métrage Acide. Il entame le développement avec la société Bonne Pioche, puis est rejoint à l'écriture par Yacine Badday (notamment coscénariste de Sous le ciel d'Alice de Chloé Mazlo).
Basé sur d'autres personnages que le court métrage, tout en conservant le motif central des pluies acides, le script qu'ils écrivent est soutenu, fin 2020, par le CNC, dans le cadre de l'aide au film de genre : « J'y parle d'une famille décimée qui essaye de sortir d'une catastrophe. C'est un film tendu, un drame familial fantastique », précise le réalisateur. Durant le développement, le titre du film devient temporairement Eau-Forte. En novembre 2021, ce projet se voit octroyer la somme de 466 000 euros par la région Île-de-France,. Pathé Films et la structure belge Umedia rejoignent la production, ainsi que France 3 Cinéma et Caneo Films. En novembre 2021 également, la région Île-de-France soutient la société Bonne Pioche Cinéma, bénéficiaire du « fonds de soutien cinéma », lui attribuant 386 000 euros pour le film.

### Tournage

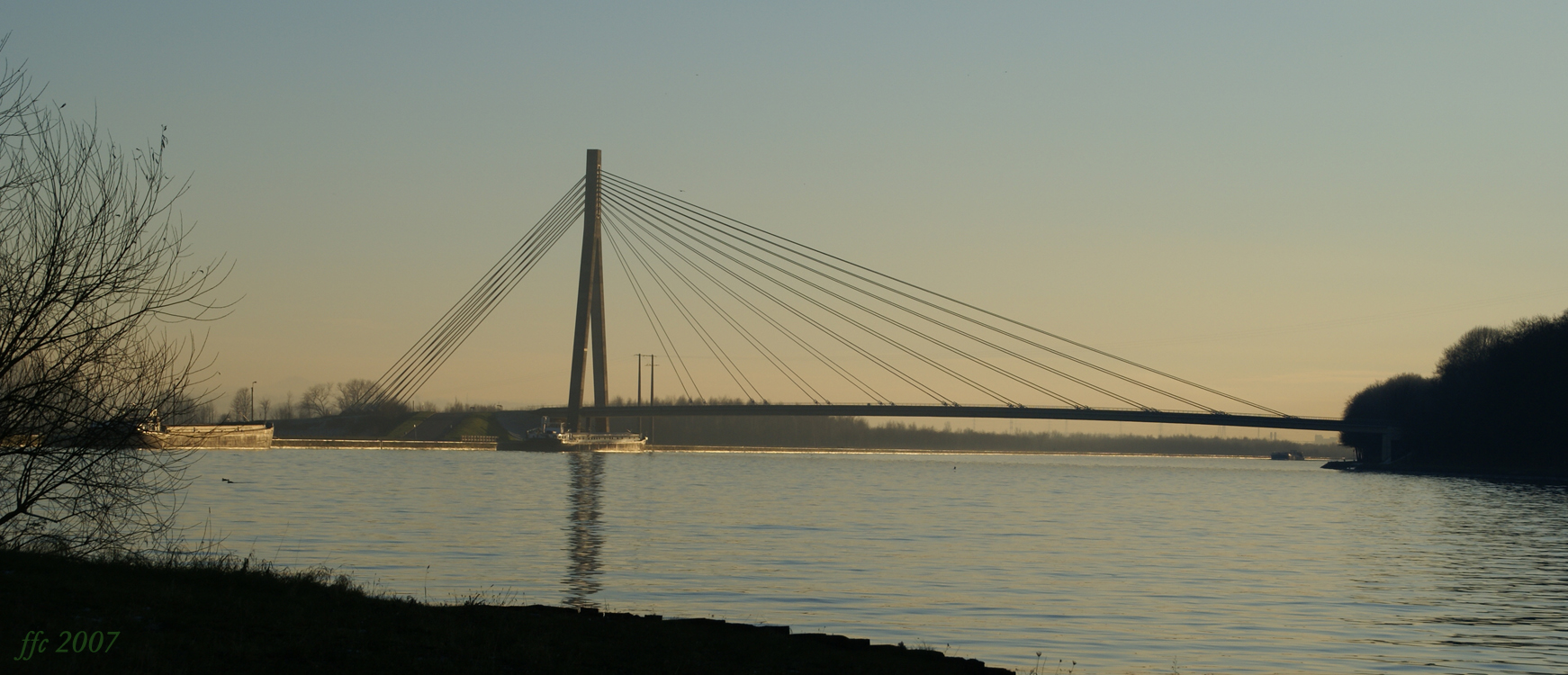
Le pont de Lanaye.

Le tournage commence le 7 mars 2022,,. Il se déroule du 24 mars au 7 avril à Pecqueuse, en Essonne (salle Daragon, stade et route de Longchène). Il a également lieu en Belgique, du 11 au 26 avril, à Visé, dans la province de Liège, sur le pont de Lanaye, , à Braine-le-Comte et dans la province de Hainaut, au Bois de la Houssière, les 26 et 27 avril, ainsi qu'au fort d'Émines en province de Namur. Le tournage s'achève en pleine nuit du 10 mai. Le réalisateur y retrouve Pierre Dejon, directeur de la photographie de tous ses courts métrages, parmi lesquels la version courte d'Acide.

### Musique
La musique du film est composée par Robin Coudert.

## Accueil

### Festival et sorties
En décembre 2022, la sortie du film, distribué par Pathé,, est annoncée pour le 20 septembre 2023. Le 13 avril 2023, le programme du Festival de Cannes 2023 est dévoilé. Acide y est sélectionné dans la catégorie « Séances de minuit », et présenté lors de la soirée du dimanche 21 mai.

### Critiques
Pendant le Festival de Cannes 2023, Cécile Mury de Télérama loue « un film catastrophe qui hante par son réalisme contemporain, où Guillaume Canet livre une étonnante performance tout en tension ». Philippe Guedj du Point salue un réalisateur qui « passe heureusement au napalm les clichés du genre à la Emmerich et tient jusqu'au bout la note d'un film suintant la colère ». Première inclut le film dans son « Top 10 » de Cannes, et plus tard, en septembre, apprécie le long métrage : « Du grand spectacle intimiste qui s'incarne constamment dans le mouvement. » L'Écran fantastique lui consacre sa couverture du numéro de septembre : « Nous maintenant constamment en haleine, Acide est une vraie réussite qui, une fois n'est pas coutume, honore notre cinéma national. » Toujours dans la presse spécialisée, la rédaction de Mad Movies salue une « éprouvante course contre la montre qui fait habilement résonner ses thématiques socio-climatiques avec son approche de l'horreur », ainsi qu'une « mixture de fantastique social en net progrès par rapport à la Nuée ». Les Cahiers du cinéma, dans la chronique de Yal Sadat, apprécient les trouvailles d'un film à la croisée de l'épouvante et du drame familial, « inventant un contrechamp pessimiste, froidement rationnel (français en somme), aux blockbusters 'verts' tendus vers la promesse d'un happy-end ».
Le quotidien Le Parisien retient le film parmi ses coups de cœur « hors compétition » du festival, aux côtés de L'Amour et les Forêts de Valérie Donzelli ou encore Jeanne du Barry de Maïwenn. Parmi les critiques plus réservées, Jacky Goldberg des Inrockuptibles salue le traitement d'une apocalypse vue à hauteur de la cellule familiale mais ajoute que le film, passé une première partie réussie, « ne tient pas la route jusqu'au bout » en raison d'une seconde partie trop répétitive et d'un personnage d'adolescente trop agaçant dans ses actions. Toutefois, dans l'édition de septembre 2023 du mensuel, Théo Ribeton complimente une réussite d'écriture, notamment dans l'ancrage social des trois personnages, ainsi que la noirceur assumée du film : « Le rêve de tous les férus d'horreur se rapproche : un Bong Joon-ho à la française. » Dans Libération, Sandra Onana parle d'un film « efficacement flippant et désespéré », particulièrement prenant et cauchemardesque dans sa conclusion.
Parmi les critiques étrangères, Tim Grierson de Screen Daily apprécie le mélange des registres pratiqué : « Philippot combine des aspects du film catastrophe et du drame domestique, abordant chaque genre avec modestie pour livrer une étude des bouleversements personnels et sociétaux - et refusant d'offrir des résolutions faciles sur l'un ou l'autre de ces fronts. » Quant à Martyn Conterio de The London Economic (en), il regrette une conclusion trop précipitée ainsi qu'un manque d'ampleur dans le versant spectaculaire du film mais salue la qualité d'une mise en scène chargée d'effroi et de suspense, ainsi que l'ambivalence du personnage principal qui contribuent à « d'excellents moments de drames interpersonnels et à des scènes de haute tension ».

### Box-office
| Pays ou région    | Box-office      | Date d'arrêt du box-office | Nombre de semaines |
| ----------------- | --------------- | -------------------------- | ------------------ |
| France            | 238 964 entrées | 7 novembre 2023            | 7                  |
| Pérou             | 223 000 entrées |                            |                    |
| Russie            | 195 561 entrées |                            | 7                  |
| Monde hors France | 557 706 entrées | en cours                   | 12                 |
| Total mondial     | 796 670 entrées | -                          | -                  |

## Distinction

### Nomination
- César 2024[33] : Meilleurs effets visuels pour Thomas Duval